# 法尤人
法尤人（Fayu），是分布於印尼巴布亞省的巴布亞人，过着狩猎采集生活。
當他們第一次和西方人接觸時人數約400人，根據他們自己描述，更早前他們有2000多族人，由於內部暴力自相残杀減少人數達1,470人。他們中絕大多數人是基督徒，但在與西方人接觸前他們仍只使用石器(數數只數到3)，食人和內部常激烈衝突。他們一年通常會聚會一兩次交換女人作婚姻對象。法尤族有夫兄弟婚的習俗。